# 约瑟夫·马祖拉
约瑟夫·马祖拉（捷克語：Josef Mazura，1956年4月23日—），捷克男子足球运动员，司职后卫。他曾代表捷克斯洛伐克国奥队参加1980年夏季奥林匹克运动会足球比赛，获得一枚金牌。